# Leniolisib
Leniolisib, es comercializado bajo la marca Joenja, es un medicamento utilizado para tratar el síndrome delta de la fosfoinosítido 3-quinasa activada. Este medicamento se utiliza en personas mayores de 12 años. Este medicamento se toma por vía oral.
Los efectos secundarios de este medicamento incluyen dolor de cabeza, sinusitis y dermatitis atópica. El uso de este medicamento durante el embarazo o la lactancia puede dañar al bebé. No debe utilizarse en personas con problemas hepáticos importantes. Es un inhibidor de la quinasa.
Este  medicamento fue aprobado para uso médico en los Estados Unidos en 2023. Recibió la designación de medicamento huérfano en Europa en 2020. En Estados Unidos costaba unos 550.000 dólares estadounidenses  al año a partir de 2023.